# قانون التجارة 2021
قانون التجارة ٢٠٢١، هو قانون صادر عن برلمان المملكة المتحدة لوضع أحكام حول تنفيذ اتفاقيات التجارة الدولية. تم تقديمه إلى مجلس العموم في ١٩ مارس ٢٠٢٠ من قبل وزيرة الدولة للتجارة الدولية ليز تروس، وقدم إلى مجلس الأسياد في ٢١ يوليو ٢٠٢٠ من قبل السيد جريمستون من بوسكوبل. حصلت على الموافقة الملكية في ٢٩ أبريل ٢٠٢١.

## ملخص
تم التعهد بهذا القانون في بيان حزب المحافظين لعام ٢٠١٩.
وقد صُمم القانون «لوضع أحكام بشأن تنفيذ اتفاقيات التجارة الدولية؛ ولإصدار أحكام بشأن إنشاء هيئة سبل الانتصاف التجارية وإسناد المهام إليها؛ ووضع أحكام بشأن جمع المعلومات المتعلقة بالتجارة والإفصاح عنها».
و وفقًا لكريستوفر هوب، فقد تم تصميم القانون «لترسيخ إطار عمل يسمح للمملكة المتحدة بتوقيع صفقات مع دول أخرى. كما سيسمح للحكومة بتجديدمليارات الجنيهات الاسترلينية من الصفقات التجارية الحالية التي أبرمها الاتحاد الأوروبي بالفعل مع دول ثالثة».

## تعديلات

### في مجلس العموم

#### في القراءة الثالثة
مشروع القانون، لازال على شكل مشروع قانون، وتمت قراءته للمرة الثالثة في ٢٠ يوليو ٢٠٢٠. تم رفض أربعة تعديلات في هذا اليوم: النائب نيل باريش، الذي يرأس لجنة اختيار البيئة والغذاء والشؤون الريفية، كان مرتبكًا إلى حد ما من أن «الوزراء لن يقبلوا تعديل (دجانوجلي) باعتباره تدقيقًا سيضمنون متابعة الالتزامات» بصحة الحيوان ورعايته، وحماية البيئة، وسلامة الأغذية ونظافتها.
| قسم | مقترح من         | عرض                                                        | نعم | لا  | تفسير |
| --- | ---------------- | ---------------------------------------------------------- | --- | --- | --- |
| ٧٨  | جوناثون دجانوجلي | الموافقة البرلمانية على الاتفاقيات التجارية                | ٢٦٣ | ٣٢٦ | سيصوت البرلمان "بنعم / لا" على أهداف التفاوض والمسودة النهائية للاتفاقية. في ظل الوضع الراهن، لم يعد هناك حق نقض برلماني ولم يتم بعد تأسيس علاقة لجنة تدقيق رسمية.                                                                     |
| ٧٩  | كير ستارمر       | استيراد السلع الزراعية بعد يوم الانتهاء من الملكية الفكرية | ٢٥١ | ٣٣٧ | سيحدد هذا البند الجديد مطلبًا للسلع الزراعية المستوردة لتلبية صحة الحيوان ورفاهيته، والبيئة، وصحة النبات، وسلامة الأغذية وغيرها من المعايير التي تكون على الأقل عالية مثل تلك التي تنطبق على السلع الزراعية المنتجة في المملكة المتحدة. |
| ٨٠  | كير ستارمر       | اتفاقيات التجارة الدولية: خدمات الرعاية الصحية أو الصحية   | ٢٥١ | ٣٤٠ | يهدف هذا التعديل إلى حماية NHS والخدمات الصحية والرعاية الممولة من القطاع العام في أجزاء أخرى من المملكة المتحدة من أي شكل من أشكال الرقابة من خارج المملكة المتحدة.                                                                   |
| ٨١  | ستيورات هوزي     | تنفيذ اتفاقيات التجارة الدولية                             | ٢٤٤ | ٣٤٥ | سيضمن هذا التعديل أن موافقة الحكومة المفوضة مطلوبة للوائح بموجب القسم ٢ (١) إذا كانت تلك اللوائح تحتوي على مسائل تقع ضمن اختصاص الحكومة المفوضة.                                                                                       |

### في الأسياد

#### تعديل بروفيس
في السابع من ديسمبر عام ٢٠٢٠، اقترح السيد بورڤيس من تويد التعديل ٦: «من أجل المزيد من المساءلة والشفافية في عقد الصفقات... وأيضًا لطرح أهدافالتفاوض على البرلمان وتمت الموافقة عليها من قِبل المجلسين قبيل بدء المحادثات بشأن الاتفاقيات التجارية المحتملة.» تم تمرير تعديل بورڤيس  من ٣٠٨«مضمون» إلى ٢٦١ «غير مضمون».

#### تعديل ماكنتوش
وأيضًا في السابع من ديسمبر عام ٢٠٢٠، اقترحت البارونة ماكنتوش من بيكرينق التعديل ٧، لإنشاء: «لجنة التجارة والزراعة» الدائمة (خلافًا عن اللجنة المؤقتةللزراعة والتجارة) التي كانت ستنشئ الهيئة التي تحمل الاسم ذاته، للحفاظ على «المعايير المعادلة للمعايير المطبقة داخل المملكة المتحدة في فترة استيرادالسلع المستوردة بموجب اتفاقية تجارية بين المملكة المتحدة وأي دولةٍ أخرى.» عندما عرضت تعديلها في وجه المعارضة من قرايمستون، تم «الاختلاف عليه» مععدم وجود تصويت مسجل.

#### تعديل كولينز
في السابع من ديسمبر عام ٢٠٢٠، اقترح السيد كولينز من هايبري التعديل ٨: «التصميم على الامتثال للالتزامات الدولية وإجراءات الدولة». تم تمرير تعديلكولينز مع ٢٩٧ «مضمون» و٢٢١ «غير مضمون».

#### تعديل ألتون
في سبتمبر عام ٢٠٢٠، زعيم حزب المحافظين السابق (والآن) السيد إيان دنكان سميث (IDS)، الذي كان «موقن بأن الحكومة الصينية كانت 'تنفذ القضاءالمنهجي على شعب الأويغور'»، قال بأن التحالف البرلماني الدولي المعني بالصين قد «اقترح تعديلًا على مشروع قانون التجارة الذي ينص على أنه ما إن قد تماعتبار ممارسة دولةٍ ما للإبادة الجماعية، فلا ينبغي للاتفاقيات التجارية أن تظل قائمة مع تلك الدولة».
في يناير عام ٢٠٢١، في صحيفة ديلي تيليغراف بمقالة رأي السيد إيان دنكان سميث، الذي كان غاضبًا بشكل خاص من "وحشية منظمة الحزب الشيوعيالصيني"، هنأ مجلس الأسياد على التعديل (المقترح من قِبل السيد ألتون وأيده مجموعة الأحزاب المشتركة. بما فيهم وزير مجلس الوزراء المحافظ السابقمايكيل فورسيث، ورئيس حزب المحافظين السابق السيد بلينكاثرا، والرئيس السابق لحزب المحافطين ايريك بيكلز، ومحافظين آخرين، إلى جانب عدة أقران منالأيدي العاملة وآخرون عدة، بما فيهم قاضي المحكمة العليا السابق السيد هوب)  إلى قانون التجارة الذي "يتطلب ألا تتعامل المملكة المتحدة تجاريًا مع أنظمةالإبادة الجماعية. والأهم من ذلك، مع إثبات الأمم المتحدة أنها عاجزة على اتخاذ مثل هذه القرارات، فإن المحكمة العليا في إنجلترا وويلز ستحدد ما إذا كانتالإبادة الجماعية قد وقعت أم لا.
في مقالٍ نُشر في نوڤمبر عام ٢٠٢٠، وضحت جولييت ساموييل انه في المملكة المتحدة «لا تصدر الحكومة (حاليًا) أحكامًا بشأن ما إن قد حدثت الإبادةالجماعية أم لا. وبدلًا من ذلك، سوف نستعين بالأمم المتحدة كمصدرٍ خارجي في هذا الحكم ونعلن أن الأمر برمته مسألة قانونية للمحكمة الجنائية الدولية. بالطبع، تتطلب إحالة القضية إلى المحكمة الجنائية الدولية قرارًا من مجلس الأمن التابع للأمم المتحدة، لذا فإن أي دولة تملك حق النقض، مثل روسيا أو الصين، يمكنهم دحض ذلك. وفي الواقع إن سياسة المملكة المتحدة ترقى إلى تجاهل هذه المسألة. وبدلًا من ذلك، من شأن هذا التعديل أن يمنح الاختصاص القضائيلقضانا.»

#### تعديل ثورنتون
تم اقتراح التعديل ١١ في السابع من ديسمبر عام ٢٠٢٠ من قِبل البارونة ثورنتون بما يتعلق بـ «اتفاقيات التجارة الدولية: الصحة، الرعاية أو خدمات معالجةالبيانات الممولة من القطاع العام وأنظمة تقنية المعلومات بما يتعلق بتوفير الرعاية الصحية». تم تمريرها بـ ٢٣٢ «مضمون» إلى ١٤٣ «غير مضمون».

#### تعديل قدرون
وفقًا لصحفي ديلي تيليغراف بمقالٍ  يتعلق بالمادة ٢٣٠ من قانون آداب الاتصالات، في ١٢ من يناير عام ٢٠٢١، إن الحكومة «عانت من هزيمة في مجلسالأسياد نتيجةً لتعديل على قانون التجارة، الذي قدمته البارونة كيدرون، ينص على منع المفاوضين في المملكة المتحدة من التوقيع على أحكام المعاهدات التيتوفر الحماية لعمالقة التقنية في الولايات المتحدة. لا يزال التعديل بحاجةٍ إلى موافقة مجلس العموم ليصبح ملزمًا».

### كومنز: نتيجة تعديلات مجلس الأسياد
في ١٩ من يناير عام ٢٠٢١، قام المتحدث بتذكير مجلس العموم أن مشروع القانون كان مسألة ثقة، ثم قامت الحكومة التي اختارت معارضة جميع تعديلاتالأسياد، بتجنب الخسارة بصعوبة إزاء تعديل ألتون بشأن الإبادة الجماعية بفارق ٣١٩ إلى ٣٠٧. المتمردون الجديرون بالذكر هم دنكان سميث، ديڤيد ديڤس، داميان قرين، توم توقيندهات، توبايس إلوود، كارولين نوكس، ترايسي كراوتش، جونثان دجانقولي ونصرت غاني. إجمالاً، قد تمرد ٣٣ عضو من أعضاء حزبالمحافظين. وقد امتنع جيريمي هنت عن التصويت. وأشار وزير التجارة قريق هاندز قائلا: «من غير المسبوق وغير المقبول منح المحاكم صلاحيات إلغاءالصفقات التجارية الموافق عليها الحكومات المنتخبة». اقترح دنكان سميث تعديلًا «يمنح مجلس العموم الحق في مناقشة ما إن كان يمكن وقف الصفقاتالتجارية في حال إثبات الإبادة الجماعية» لكنه لم يتمكن من فرض التصويت على ذلك.
أبدى مجلس نواب يهود بريطانيا اهتمامًا بهذا الأمر قائلين: «سنواصل حملتنا بقوة من أجل العدالة للأويغور وسنؤيد تعديل (دنكان سميث) المنقح ليتم اعتمادهفي مجلس الأسياد. سيحظى شعب الأويغور بيومهم في المحكمة».
تم تنظيم حملة إخبارية يهودية «تحث النواب على دعم التعديل»، مع «افتتاحية خاصة في الصفحة الأولى نُشرت هذا الأسبوع»، دعتهم إلى «إيقاف الإبادةالجماعية للأويغور». كتب غاني: «رسالة واضحة من مجلس العموم مفادها بأننا لن نبقى متفرجين على الإبادة الجماعية»، بينما اشتكى إلوود بأنه: «لا ينبغيعليّ التمرد على حكومتي لدعم المستوى الأخلاقي الدولي.»

### تعديلات مجلس الأسياد
في 3 فبراير، انضمت بشكل جيد ووصادق لعبة كرة الطاولة التشريعية، وفي مجلس الأسياد تعرضت الحكومة لهزيمة بسبب ثلاثة تعديلات جديدة:
- السيد لانسي «سيعطي البرلمان الفرصة لتحديد شروط التفاوض بشأن الصفقات التجارية.»
- السيد كولينز «سيجبر الوزراء على الإبلاغ عن حقوق الإنسان قبل النظر في الصفقات التجارية».
- في نص السيد ألتون، «ستُمنح المحكمة العليا الحق في إصدار حكم أولي بشأن الإبادة الجماعية، وسيُلزم الوزراء بعد ذلك بإجراء مناقشة في البرلمان إذا ثبت حدوث مثل هذه الانتهاكات لحقوق الإنسان».

## تعليق
صرح جيريمي وارنر، محرر ديلي تلغراف الاقتصادي، في 19 يناير 2021 أنه "لا يمكن لجماعات الضغط أن تملي علاقتنا مع الصين"،  بينما لاحظت هيئة التحرير في نفس اليوم حول نفس الموضوع أنه "قبل خمس سنوات فقط (مستشار وزير المالية) جورج أوزبورن أعلن العصر الذهبي للعلاقات بين الصين والمملكة المتحدة، بوصفه بأنه "أفضل شريك في الغرب". ونظرا لسحق الديمقراطية في هونغ كونغ، فشلت الصين في أن تكون صريحه حول الأيام الأولى من وباء كوفيد-١٩، وبشكل متزايد يظهرون مواقفهم العدائية ضد تايوان، يبدو هذا التفاؤل الآن ساذجًا ميؤوس منها.
في نفس التاريخ الذي الذي يشار إليه على أنه تصويت مجلس العموم على مشروع قانون التجارة والنائب ورئيس البيئة والغذاء والشؤون الريفية اللجنة المختارة نيلأبرشية قال في افتتاحية ان «يجب ان يكون لبرلمانها السيادي دور مركزي» بـ «تمكين النواب البريطانيين لفحص الاتفاقيات التجارية» من أجل «مواءمتها مع الدولالتجارية المستقلة الأخرى التي تشاركنا قيمنا». علاوة على ذلك، فإن «أفضل الصفقات التجارية هي تلك التي تحمل دعمًا ديمقراطيًا ويتم تطويرها بالشراكة مع النوابالقادرين على تمثيل اهتمامات ناخبيهم، بما في ذلك الشركات المحلية الرائعة». وبالفعل، أشارت باريش «أنا حريص على ضمان حماية الصفقات التجارية الجديدةمعايير الغذاء البريطانية ومصالح المنتجين والمستهلكين البريطانيين».
ذكرت افتتاحية كتبت في تاريخ 3 فبراير 2021 في صحيفة ديلي تلغراف أن الحكومة «تخاطر بتمرد أكبر لحزب المحافظين عندما يعود التعديل إلى مجلسالعموم» وأشار إلى أن الأهداف المباشرة لهذا التشريع لن تشمل الصين فحسب، بل إسرائيل أيضًا «ليس ما يدور في أذهان مؤيديها».